# Loxley House
 (janvier 2022).
Pour les articles homonymes, voir Loxley.
Loxley House est un bâtiment géorgien situé au large de Ben Lane dans le quartier Wadsley de Sheffield dans le Yorkshire du Sud, en Angleterre. C'est un bâtiment classé.

## Histoire
Le bâtiment actuel est construit en 1826 mais la première maison sur le site a été construite en 1795 par le révérend Thomas Halliday, le ministre unitarien de Norton. Cette structure originale est un bâtiment imposant qui se dressait à la tête d'une allée qui menait à Ben Lane. Halliday est en quelque sorte un entrepreneur local qui construit plus tard le Robin Hood Inn à Little Matlock à Loxley en 1804 . En 1808, Halliday vend la maison à Thomas Payne et c'est la famille Payne qui l'a complètement reconstruite en Loxley House en 1826. La nouvelle maison est beaucoup plus impressionnante dans son style que le bâtiment précédent, avec trois étages et trois larges baies ainsi que des fenêtres palladienne.
La maison reste la propriété de la famille Payne jusqu'en 1895, le dernier membre de cette famille s'étant installé dans les années 1860. C'est l'excentrique docteur Henry Payne qui s'est brouillé avec la population locale et le vicaire de l'église paroissiale de Wadsley à proximité au sujet d'un droit de passage à travers Wadsley Common qui faisait partie du domaine du Dr Payne. La dispute avec le vicaire est si virulente que Payne déclare qu'il n'irait plus jamais à l'église et, par conséquent, est enterré dans l'enceinte de Loxley House sans cérémonie dans une tombe en briques anonyme ,.
En 1895, l'échevin William Clegg achète Loxley House, Clegg est une sorte de célébrité locale ayant joué au football pour Sheffield dans les années 1870, faisant deux apparitions pour l'Angleterre . Clegg dirige le conseil municipal de Sheffield pendant de nombreuses années et devient lord-maire de Sheffield en 1898 . La maison a deux autres locataires après le départ de William Clegg jusqu'à la Première Guerre mondiale, lorsque deux nièces célibataires du Dr Payne y vivent. C'est la dernière fois que la maison est utilisée comme résidence privée.
En 1919, la maison est reprise par la Cripples Aid Association et est ensuite utilisée par le Sheffield Sea Cadet Corps comme base pendant de nombreuses années. En 1996, la maison est  mise en vente et achetée par les promoteurs immobiliers Campbell Homes qui la transforment en appartements de luxe .